# Dél-dunántúli Regionális Könyvtár és Tudásközpont
A Dél-dunántúli Regionális Könyvtár és Tudásközpont, illetve hivatalos becenevén Kaptár, egy kulturális központ Pécs Balokány városrészében. Az intézmény látja el Dél-Dunántúl információs- és dokumentumigényét, valamint közösségi, kulturális, és szabadidős programok rendezésére is alkalmas. A tizenháromezer négyzetméteres, négyemeletes épületbe költözött a Csorba Győző Könyvtár (a korábbi városi, megyei könyvtár) és a Pécsi Tudományegyetem Egyetemi Könyvtár és Tudásközpont, Központi Könyvtára, valamint a PTE Benedek Ferenc Jogtudományi és Közgazdaságtudományi Szakkönyvtár. Az épületben kialakítottak két kétszáz fős előadótermet és egy konferenciatermet, továbbá vannak kutatószobák és internetes munkaállomások is.
A könyvtár heti 84 órában, mindennap reggel nyolctól este nyolc óráig tart nyitva, még szombaton is. Az épület minden pontján ingyenes Wi-Fi-hálózat érhető el, és csaknem 300 számítógép is az olvasók rendelkezésére áll.

## Története
A tudásközpont helyén terült el az 1832-ben megépült budai külvárosi temető.
A tudásközpont alapkövét szimbolizáló hengert 2009. szeptember 16-án rakták le, egy Csorba Győző idézettel és az Európa Kulturális Fővárosa és Baranya megye lógójával, az épület látványtervével, valamint a Dunántúli Napló aznapi számával együtt. 2010. szeptemberének elején hivatalosan is elkezdődött az üzemeltetés. A Tudásközpont 2010. október 22-én nyitotta meg a kapuit. A könyvtár 2010. október 25-től fogadja az olvasókat.
A központ első napján a látogatók száma meghaladta az ezret. Problémaként jelentkezett, hogy a ruhatár nem tudott alkalmazkodni megfelelően az igényekhez.
2010. november 12-én Jane Goodall, a világhírű főemlőskutató 800 embernek tartott előadást a Tudásközpontban.
2011. szeptember 9-én Ljudmila Ulickaja Archiválva 2019. június 7-i dátummal a Wayback Machine-ben világhírű orosz írónő volt a Tudásközpont vendége. 
Fennállása óta számtalan híres vendége volt, magyar irodalmárok előadó estjeinek ad otthont.  
2015 novemberében a könyvtárnak 25 ezer regisztrált olvasója volt.

## Az épület
Az épület tervezője Balázs Mihály Kossuth-díjas és Prima Primissima díjas építész. A „Kaptár” tulajdonképpen a Tudásközpont szellemi, spirituális, meditatív központja. Hat emelet magas, az épület minden szintjén jelen van, a földszintről léphetünk be a belsejébe. Alakjával, színes Zsolnay-porcelán burkolatával az Univerzumot jelképezi, de nevéhez hűen egy zsongó méhkasra is emlékeztet. A kerámiaburkolat, amelynek megálmodója és tervezője Nagy Márta, Ferenczy Noémi-díjas, pécsi keramikusművész, fél évig készült a Zsolnay-gyárban és felrakása is hónapokig tartott. A burkolat a legnagyobb egyedi tervezésű, egybefüggő kerámiaburkolat a modern magyar építészetben.

## Galéria

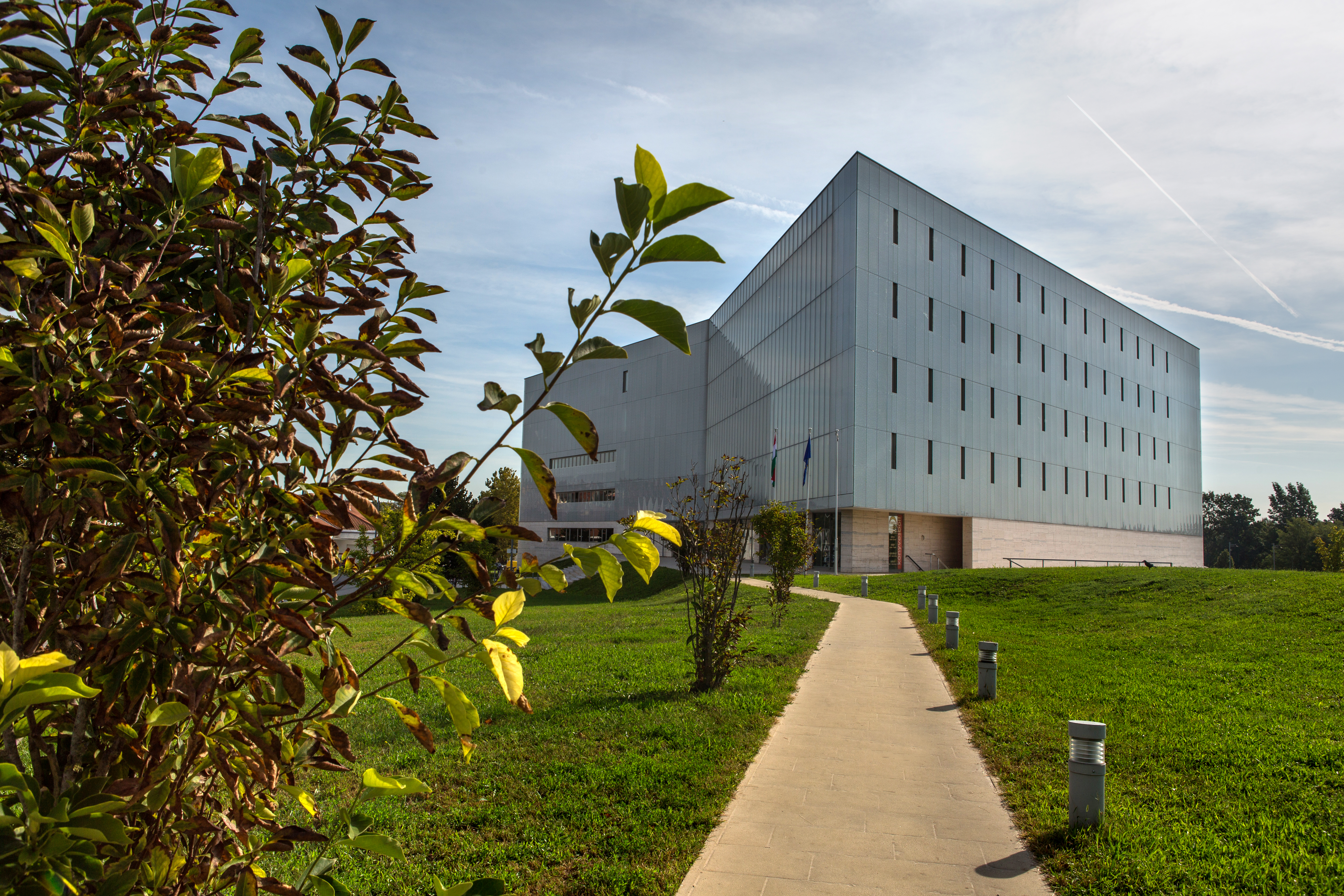
A Tudásközpont látképe
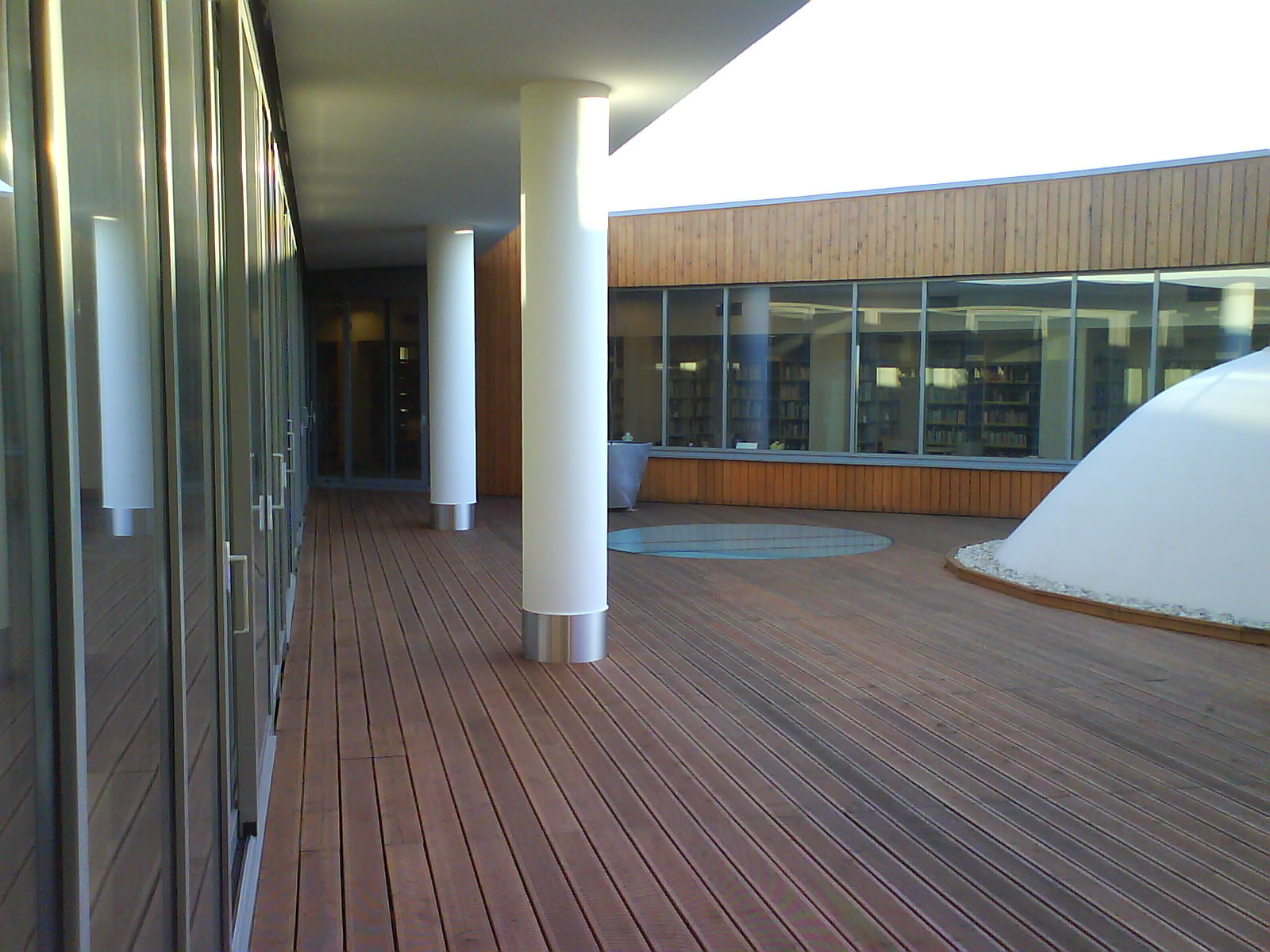
A tudásközpont részlete
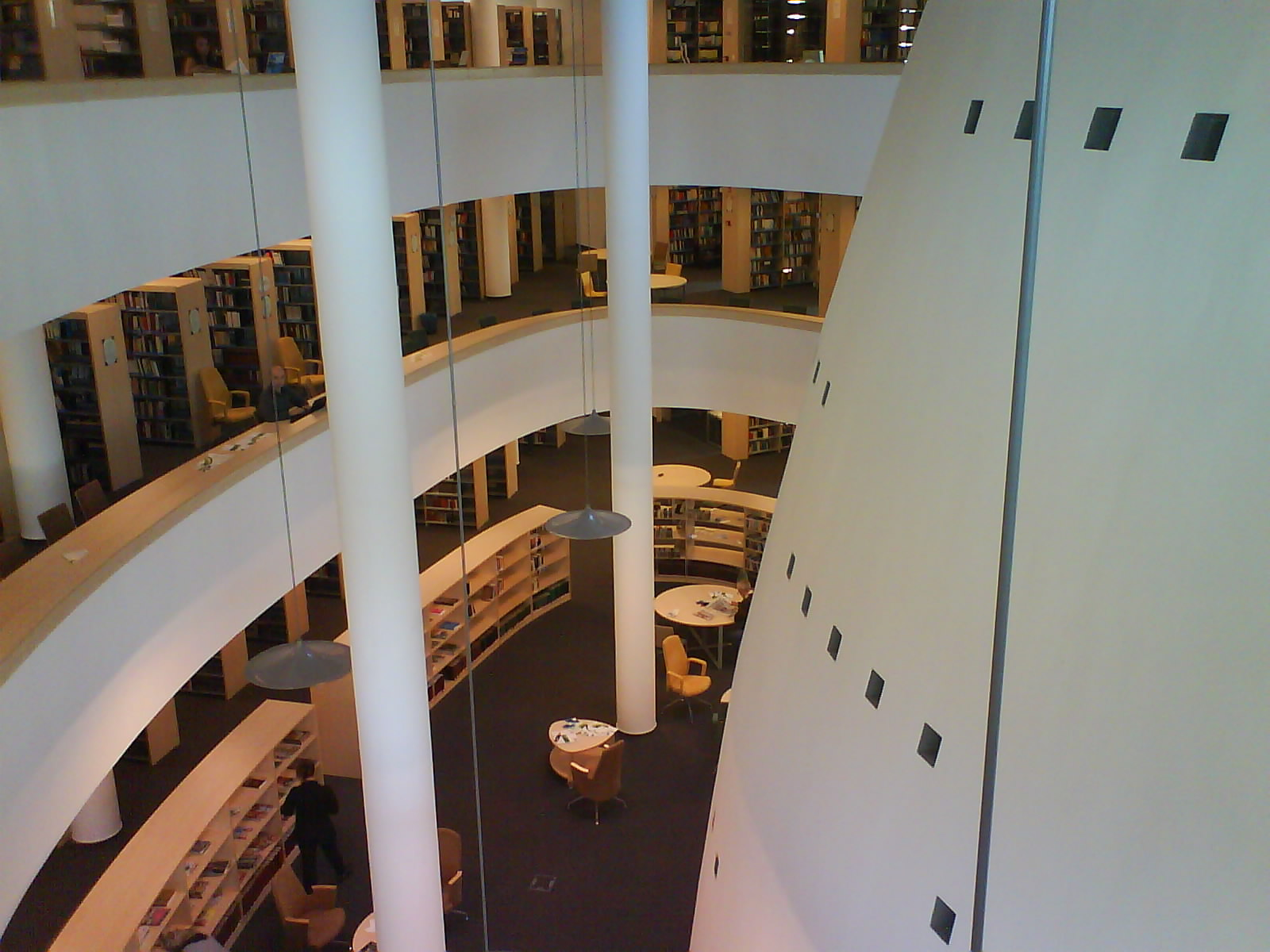
Többszintes könyvtár a központon belül
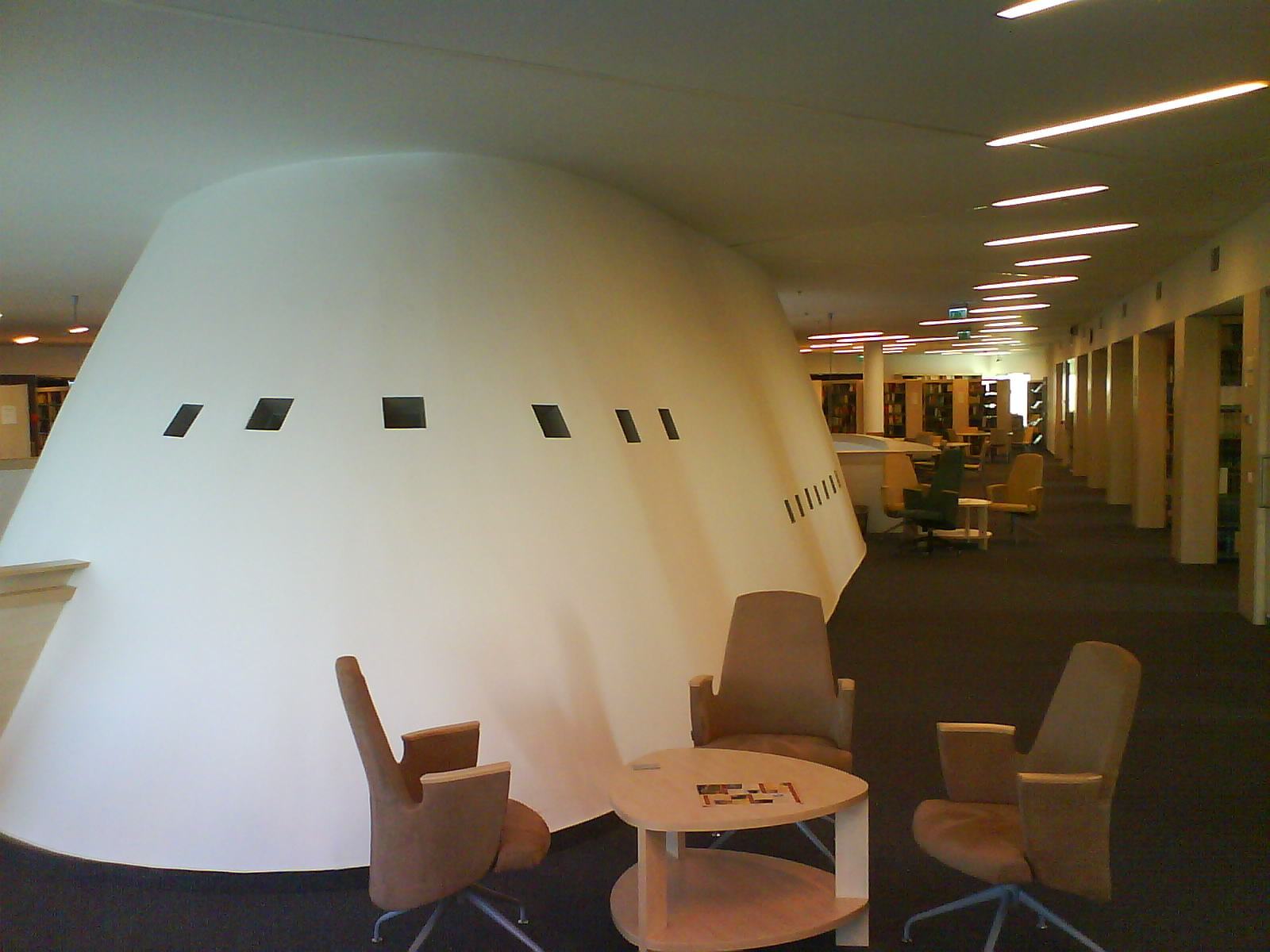
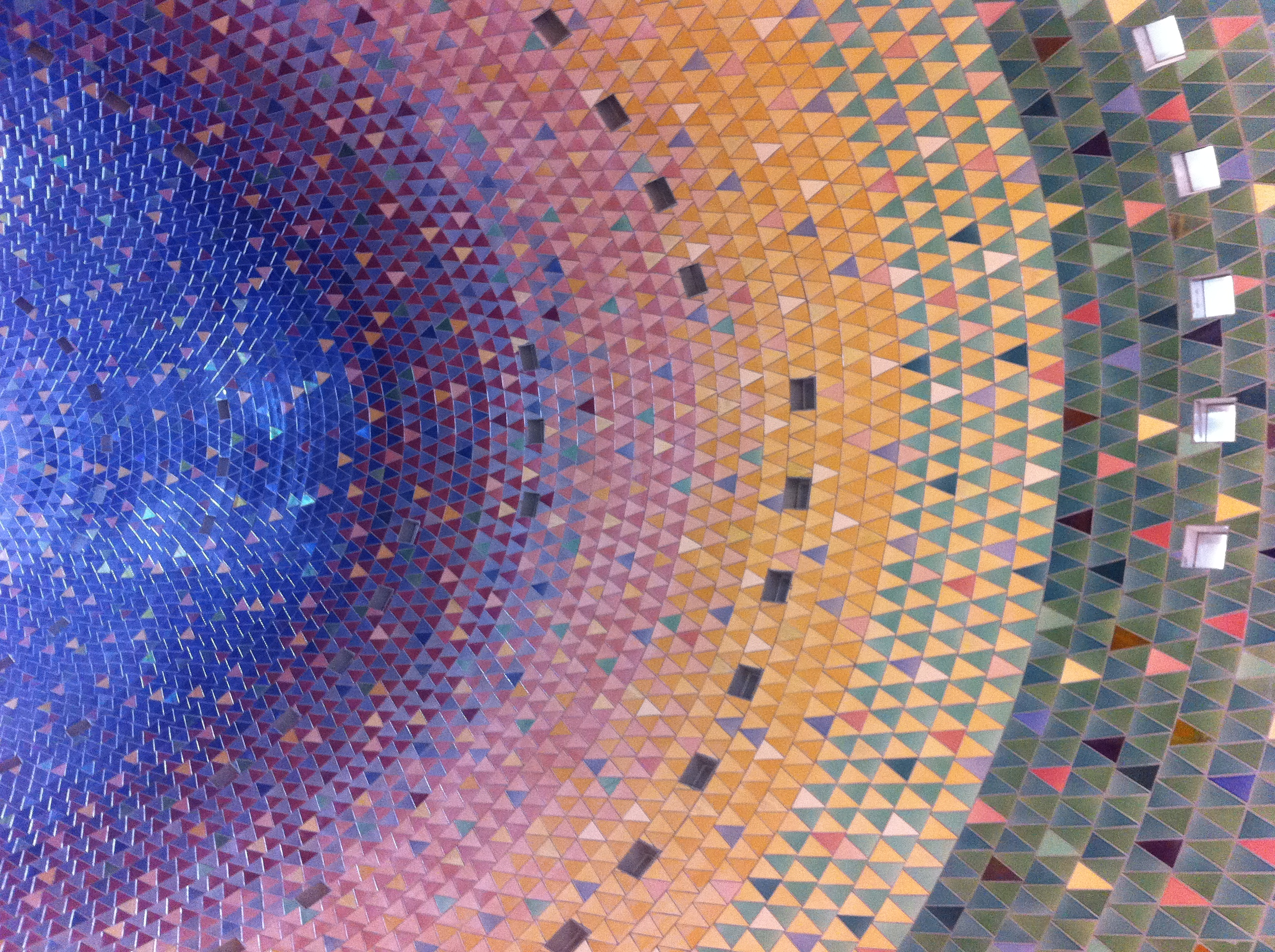
A Zsolnay-gyárban készült kerámiaburkolat
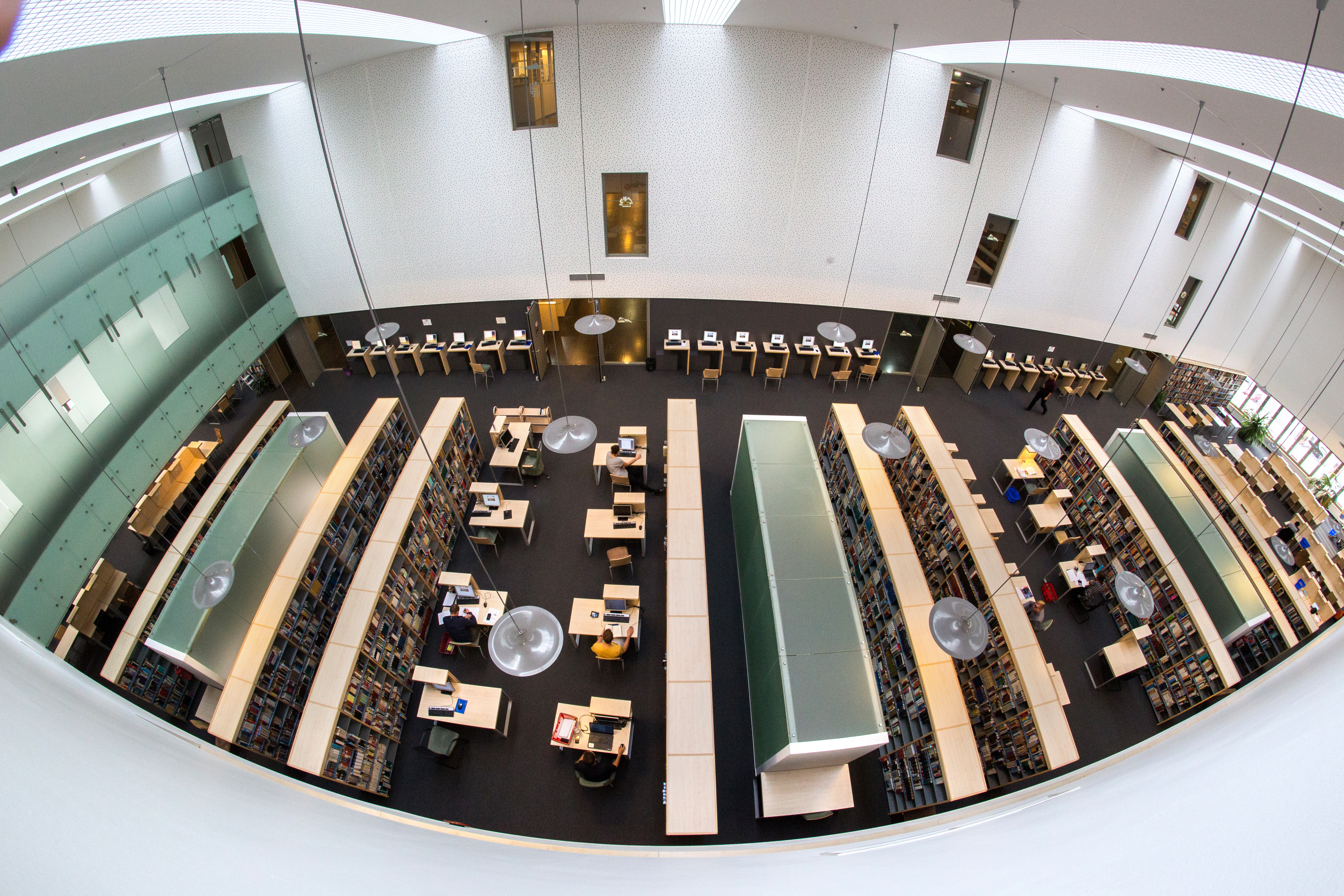
A Tudásközpont egyik olvasóterme